# Євгенія Гайдамака
Євгенія Гайдамака (нар. 10.03.1993) — українська ілюстраторка.

## Біографія
Народилася 10 березня 1993 року в місті Тараща, Київської області. Закінчила Видавничо-Поліграфічний Інститут НТУУ КПІ за спеціальністю «Графіка» та Savannah College of Art and Design за спеціальністю "Ілюстрація" як стипендіатка Програми Фулбрайта.
Візуалізує ідеї та тексти для проєктів у видавничій, журналістській та рекламній сферах і для різноманітних цифрових платформ. Викладає ілюстрацію та проводить лекції в Україні та за кордоном. Співпрацювала з Reader's Digest, Boston Globe, Society of Illustrators, Houghton Miffin Harcourt Publishing, Amnesty, Lenovo, Corriere della Sera, «Видавництво Старого Лева», «Клуб Сімейного Дозвілля», "Книголав".
Створювала ілюстрації для проекту «UA: КАЗКИ».

## Ілюстровані книги
- Фалькович Григорій «Корова спекла коровай» (Видавництво Старого Лева, 2015.)
- Лущевська Оксана «Опікуни для жирафа» (Видавництво Старого Лева, 2018.)
- Кернер Шарлотте «Світлокопія» (Видавництво Старого Лева, 2018.)
- Кейтлін Аліфіренка «Я завжди писатиму у відповідь» (#книголав, 2018.)
- «Це зробила вона» («Видавництво», 2018.)
- Джуді Блум "Ти тут, Боже? Це я, Маргарет" (Видавицтво Старого Лева, 2020)
- Марк Лівін "Зелена, 19" (Книголав, 2020)